# Roberto Clemente Award
Der Roberto Clemente Award ist ein Preis für Baseballspieler, der seit 1971 jährlich von der Major League Baseball (MLB) vergeben wird. Es werden die Spieler ausgezeichnet, die am besten das Baseballspiel durch Fairness, soziales Engagement und positive Beiträge, sowohl auf dem Feld als auch abseits davon, am besten repräsentieren (who best represents the game of Baseball through sportsmanship, community involvement and positive contributions, both on and off the field).
Von der Einführung 1971 bis 1973 nannte die MLB den Preis Comissioner's Award. Zu Ehren des Baseballspielers Roberto Clemente wurde der Preis 1973 in Roberto Clemente Award umbenannt. Clemente starb 1972 bei einem Flugzeugabsturz, als er Hilfsgüter für Erdbebenopfer in Nicaragua liefern wollte.
Jedes Jahr schlagen die Mannschaften der MLB einen ihrer Spieler für den Roberto Clemente Award vor. Daraus wählt eine Jury, wobei Fans mittels einer Online-Wahl eine eigene Stimme haben, den Gewinner. Dieser wird während der World Series verkündet.

## Preisträger

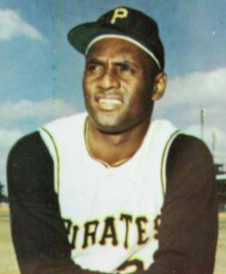
Der Namensgeber des Preises: Roberto Clemente (1966)

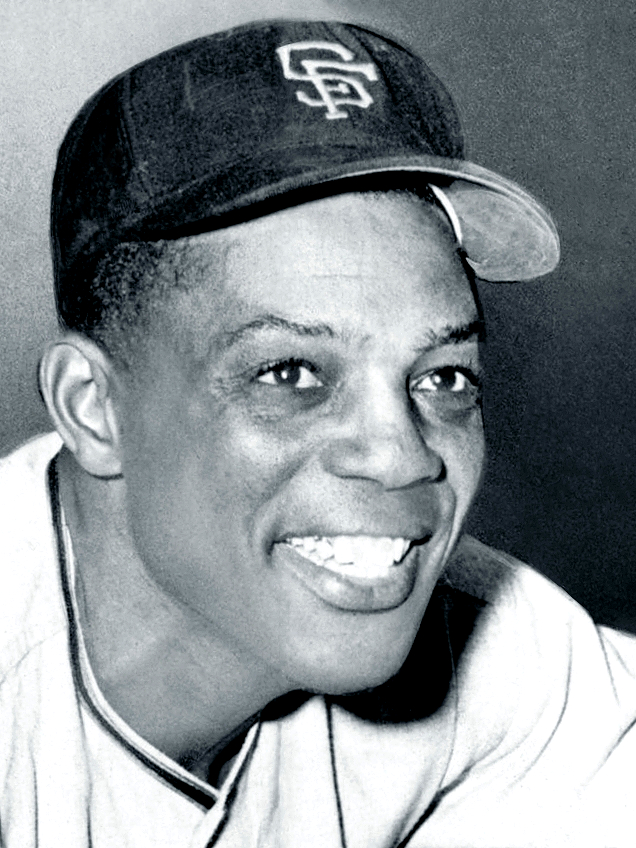
Der erste Preisträger 1971: Willie Mays

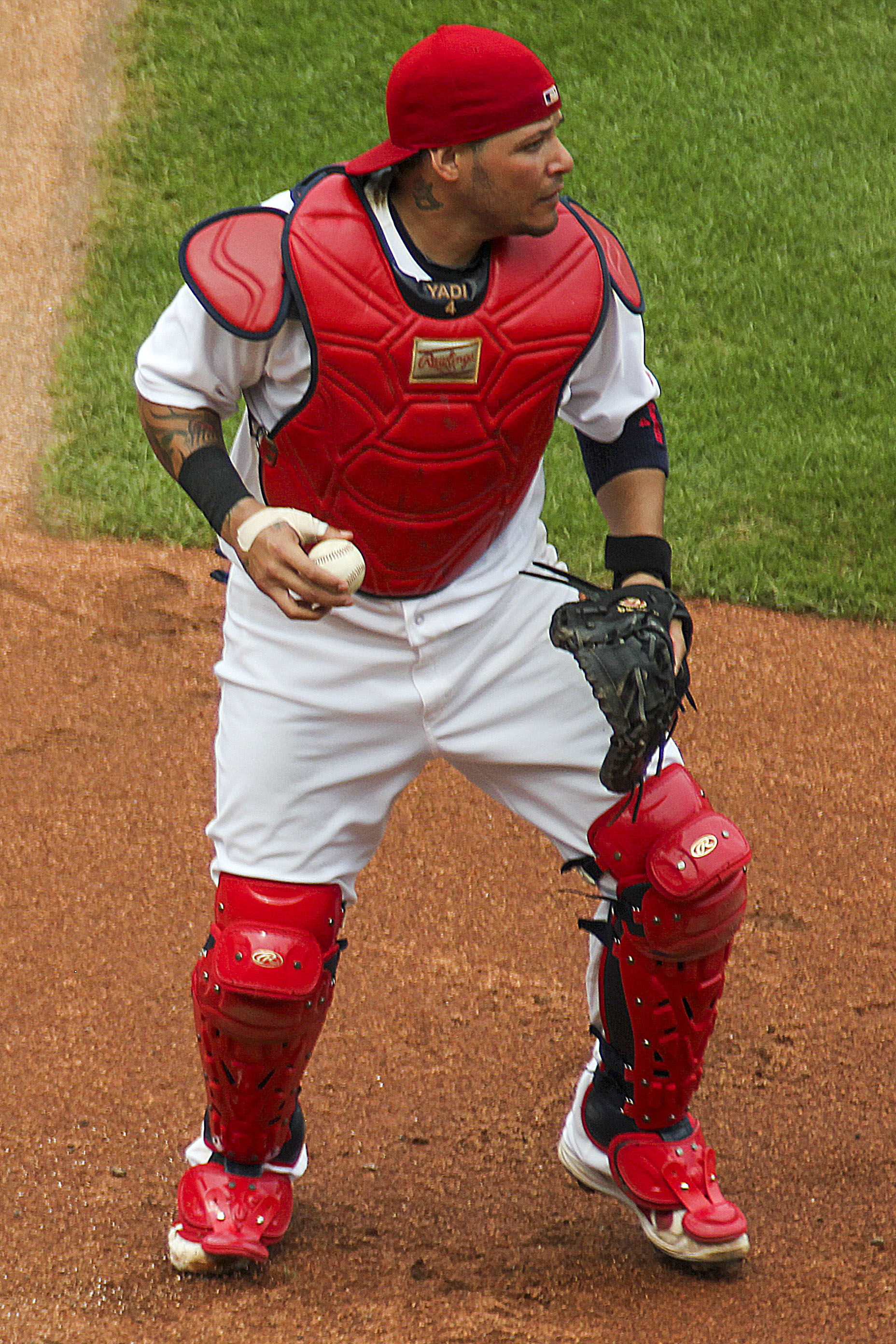
Der Gewinner 2018: Yadier Molina

|  | Mitglied der Baseball Hall of Fame |

| Jahr  | Spieler           | Team                           |
| ----- | ----------------- | ------------------------------ |
| 1971  | Willie Mays       | San Francisco Giants           |
| 1972  | Brooks Robinson   | Baltimore Orioles              |
| 1973  | Al Kaline         | Detroit Tigers                 |
| 1974  | Willie Stargell   | Pittsburgh Pirates             |
| 1975  | Lou Brock         | St. Louis Cardinals            |
| 1976  | Pete Rose         | Cincinnati Reds                |
| 1977  | Rod Carew         | Minnesota Twins                |
| 1978  | Greg Luzinski     | Philadelphia Phillies          |
| 1979  | Andre Thornton    | Cleveland Indians              |
| 1980  | Phil Niekro       | Atlanta Braves                 |
| 1981  | Steve Garvey      | Los Angeles Dodgers            |
| 1982  | Ken Singleton     | Baltimore Orioles              |
| 1983  | Cecil Cooper      | Milwaukee Brewers              |
| 1984  | Ron Guidry        | New York Yankees               |
| 1985  | Don Baylor        | New York Yankees               |
| 1986  | Garry Maddox      | Philadelphia Phillies          |
| 1987  | Rick Sutcliffe    | Chicago Cubs                   |
| 1988  | Dale Murphy       | Atlanta Braves                 |
| 1989  | Gary Carter       | New York Mets                  |
| 1990  | Dave Stewart      | Oakland Athletics              |
| 1991  | Harold Reynolds   | Seattle Mariners               |
| 1992  | Cal Ripken Jr.    | Baltimore Orioles              |
| 1993  | Barry Larkin      | Cincinnati Reds                |
| 1994  | Dave Winfield     | Minnesota Twins                |
| 1995  | Ozzie Smith       | St. Louis Cardinals            |
| 1996  | Kirby Puckett     | Minnesota Twins                |
| 1997  | Eric Davis        | Baltimore Orioles              |
| 1998  | Sammy Sosa        | Chicago Cubs                   |
| 1999  | Tony Gwynn        | San Diego Padres               |
| 2000  | Al Leiter         | New York Mets                  |
| 2001  | Curt Schilling    | Arizona Diamondbacks           |
| 2002  | Jim Thome         | Cleveland Indians              |
| 2003  | Jamie Moyer       | Seattle Mariners               |
| 2004  | Edgar Martínez    | Seattle Mariners               |
| 2005  | John Smoltz       | Atlanta Braves                 |
| 2006  | Carlos Delgado    | New York Mets                  |
| 2007  | Craig Riggio      | Houston Astros                 |
| 2008  | Albert Pujols     | St. Louis Cardinals            |
| 2009  | Derek Jeter       | New York Yankees               |
| 2010  | Tim Wakefield     | Boston Red Sox                 |
| 2011  | David Ortiz       | Boston Red Sox                 |
| 2012  | Clayton Kershaw   | Los Angeles Dodgers            |
| 2013  | Carlos Beltrán    | St. Louis Cardinals            |
| 2014* | Paul Konerko      | Chicago White Sox              |
| 2014* | Jimmy Rollins     | Philadelphia Phillies          |
| 2015  | Andrew McCutchen  | Pittsburgh Pirates             |
| 2016  | Curtis Granderson | New York Mets                  |
| 2017  | Anthony Rizzo     | Chicago Cubs                   |
| 2018  | Yadier Molina     | St. Louis Cardinals            |
| 2019  | Carlos Carrasco   | Cleveland Indians              |
| 2020  | Adam Wainwright   | St. Louis Cardinals            |
| 2021  | Nelson Cruz**     | Minnesota Twins Tampa Bay Rays |
| 2022  | Justin Turner     | Los Angeles Dodgers            |
| 2023  | Aaron Judge       | New York Yankees               |
| 2024  | Salvador Pérez    | Kansas City Royals             |

* 2014 gewannen den Award zwei Spieler, einer aus der American League und einer aus der National League.

** Cruz wechselte während der Saison von den Twins zu den Blue Jays, wurde aber dennoch von Twins nominiert.